# Ergül Avcı Eroğlu
Ergül Avcı Eroğlu (ur. 24 lipca 1987 w Bursa) – turecka siatkarka, reprezentantka kraju, grająca na pozycji środkowej.

## Sukcesy klubowe
Mistrzostwo Turcji:
- 2009, 2011, 2013, 2017, 2023[4], 2024[5]
- 2012, 2016

Superpuchar Turcji:
- 2010, 2015, 2019, 2022[6]

Klubowe Mistrzostwa Świata:
- 2010
- 2019

Liga Mistrzyń:
- 2013
- 2011, 2016

Puchar Turcji:
- 2013, 2017, 2024[7]

Puchar Challenge:
- 2018

Puchar CEV:
- 2021

## Sukcesy reprezentacyjne
Liga Europejska:
- 2011

Grand Prix:
- 2012

Igrzyska Śródziemnomorskie:
- 2013